# Бет Хармон
Элизабет (Бет) Хармон (англ. Elizabeth 'Beth' Harmon) — главная героиня романа Уолтера Тевиса «Ход королевы» и одноименного драматического сериала Netflix , где её играет британо-аргентинская актриса Аня Тейлор-Джой.

## Биография
Бет — вундеркинд, осиротевшая в возрасте 9 лет, когда её мать погибла в автокатастрофе. Выросшая в детском доме, она обучалась шахматам у сторожа г-на Шейбела, и вскоре стала сильным игроком. В подростковом возрасте её удочерили, и она стала стремительно расти профессионально в шахматном мире, бросив вызов лучшим советским шахматистам. Также она боролась с наркоманией и алкоголизмом.

## Концепция и создание
В статье 2021 года в New In Chess Ларри Кауфман предположил, что персонаж Хармон был вдохновлён Дианой Ланни (род. 1955), игроком, с которой Тевис, вероятно, познакомился во время своего пребывания в Нью-Йорке и которая представляла Соединённые Штаты на Шахматной Олимпиаде 1982 года в Люцерне. Среди прочих возможных прототипов называются и другие реальные шахматисты, включая Бобби Фишера и самого Тевиса. Тевис, однако, отрицал, что какой-либо из его персонажей явно основан на реальных людях. Он также сказал, что ему было интереснее написать женского персонажа, и что нет особых причин, по которым женщина не может стать игроком мирового класса.

## Телеадаптация
В 1992 году шотландский сценарист Аллан Скотт купил права у вдовы Тевиса, но из запланированного им фильма в жанре артхаус ничего не вышло.
В 2007 году разрабатывалась экранизация романа, и изначально планировалось, что это будет полнометражный фильм. Считалось, что Эллиот Пейдж изобразит главную героиню Бет Хармон, а Хит Леджер, бывший большим любителем шахмат, выступит в качестве режиссёра и продюсера. Однако Леджер умер, когда проект был на ранней стадии, после чего разработка производства была прекращена, а затем отменена. Когда же адаптация была возобновлена и Netflix получил права, 19 марта 2019 года было подтверждено, что Аня Тейлор-Джой присоединилась к актёрскому составу в качестве ведущей актрисы.
Игра Тейлор-Джой в мини-сериале была позитивно встречена критиками. Она была номинирована на премию «Золотой глобус» за лучшую женскую роль в мини-сериале или телефильме, а также на премию «Выбор телевизионных критиков».